# Julius Frey
Julius Frey (ur. 26 października 1881 w Stuttgarcie, zm. 28 sierpnia 1960 tamże) – niemiecki pływak, uczestnik Letnich Igrzysk Olimpijskich 1900 w Paryżu. 
Uczestniczył w wyścigu na 200 m stylem dowolnym, który zakończył na 8. pozycji.
W niektórych źródłach wymieniany jako uczestnik pływania na 200 metrów drużynowo, ale baza MKOl tego nie potwierdza.
Wystąpił w konkurencji drużynowej nie zaliczanej do programu igrzysk olimpijskich w 1900.